# Studentsjeskaja
Studentsjeskaja (Russisch: Студенческая) is een station aan de Filjovskaja-lijn van de Moskouse metro. Het station is het eerste van de twee nieuwe stations die in 1958 werden geopend aan de westlijn. Aanvankelijk werd de westlijn gebouwd als verlenging van lijn 3 en stond op de plaats van Studentsjeskaja een station Rezervny Projezd ingetekend, deze naam duidt op een tijdelijke situatie. Op de kaart van eind 1958 staat de naam Studentsjeskaja en is te zien dat de oude zijtak in de binnenstad nu één lijn vormt van Kalininskaja naar Koetoezovskaja, de verdere verlenging naar Fili is in aanbouw en de rest gepland.